# 何焰柱
何焰柱（1982年1月5日—），中國男子柔道運動員。

## 生涯
出生於河北秦皇島的何焰柱於1997年起在秦皇島體育學校接受柔道運動的訓練，教練為唐海利。之後一年，他被提拔到河北隊，周益強是他的教練。2002年，他成為國家隊一員，石明與劉俊林均為他的教練。
在2005年10月在南京舉行的十運會中，何焰柱在柔道項目參與男子81公斤級小項，在受傷的情況下最終取得一面銅牌。翌年，他取得全國錦標賽的亞軍，並在其後的全國冠軍賽贏得冠軍。12月的多哈亞運，他在柔道項目中的男子90公斤級小項在復活賽中被日本對手淘汰出局。
2007年4月，何焰柱於海口舉行的全國錦標賽奪得男子90公印級小項的第一。次月，他在科威特的亞洲錦標賽中未能晉身決賽。